# Fotografia diretta

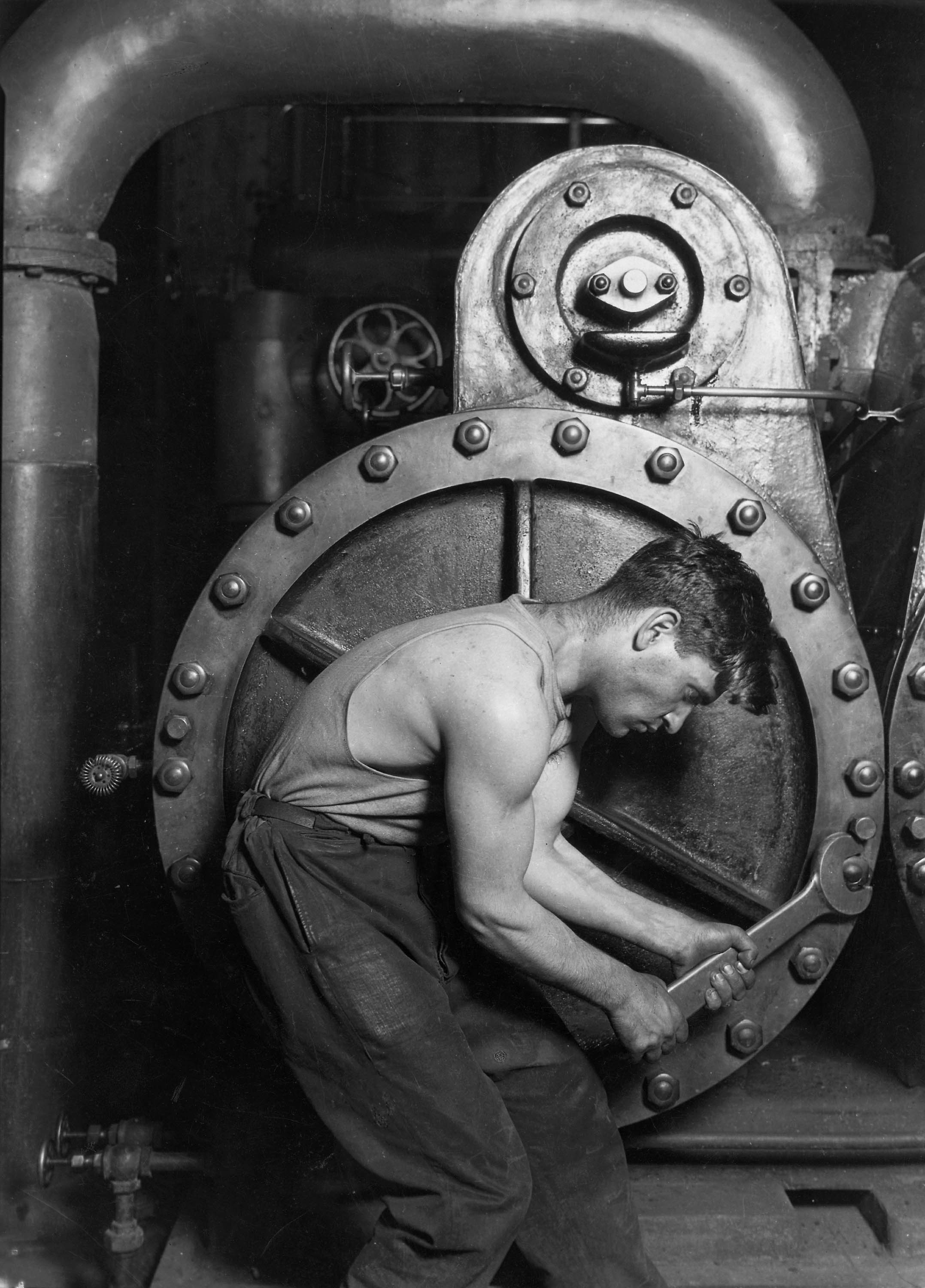
Lewis Hine, Power house mechanic working on steam pump, 1920

La fotografia diretta è una tendenza del linguaggio fotografico che nasce nella prima metà del Novecento in opposizione alla corrente del pittorialismo e in generale a ogni forma di manipolazione dell'immagine estranea alle specificità linguistiche del mezzo, o a quelle che venivano riconosciute come tali. La locuzione compare per la prima volta nel 1907, sulla rivista fondata da Alfred Stieglitz, Camera Work, in un articolo del critico d'arte Sadakichi Hartmann. Ebbe il suo centro nevralgico negli Stati Uniti, in relazione alla diffusione della fotografia documentaria, alla nascita della figura del fotoreporter e alla crescente attenzione di matrice giornalistica nei confronti delle grandi questioni sociali. In questo senso si inserisce il messaggio della fotografia diretta: qualunque cosa in grado di alterare la fotografia rende automaticamente meno puro lo scatto e, quindi, meno vero. Tecnicamente, questo significa un netto distacco dall'utilizzo di filtri o obiettivi pre-esposti e di particolari procedimenti di sviluppo e stampa.

## New York

### Inizi Novecento:Photo Secession

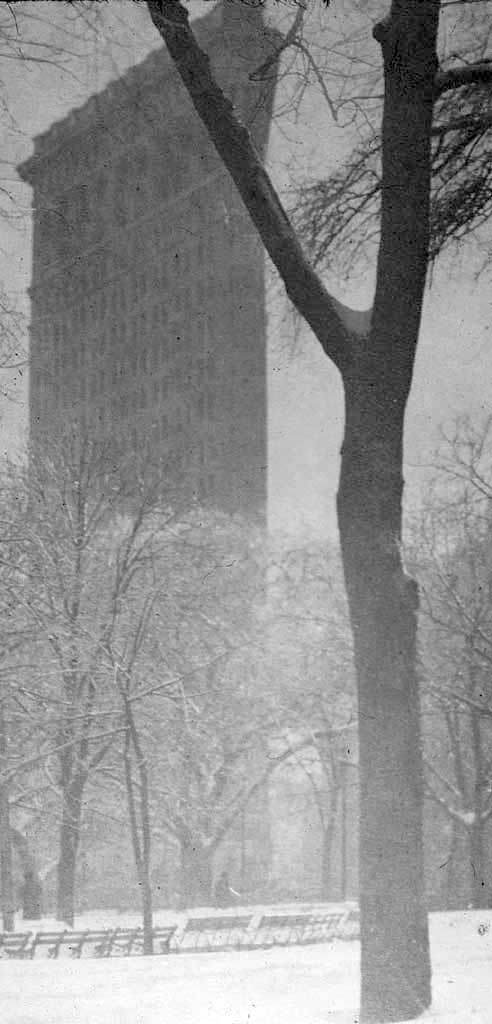
Alfred Stieglitz, Flat Iron Building, New York, 1903

New York espresse i primi vagiti di fotografia diretta a partire dai primissimi anni del Novecento, con gli scatti del freelance Lewis Hine a Ellis Island, approdo americano degli emigranti, ma soprattutto con la Photo-Secession di Stieglitz (fondata nel 1902) e con l'opera fotografica e critica di Paul Strand. La memorabile riproduzione del Flat Iron Building, riproposta da Stieglitz, Strand e Steichen in tre versioni diverse, è una rappresentazione tanto simbolica quanto tenacemente sociale: nella sagoma di richiamo navale, transatlantico, del palazzo newyorkese, la deriva degli Stati Uniti parla da sola, senza bisogno di nessun tipo di artificio. Si trattò di una definitiva affermazione della fotografia come arte a sé stante, diversa dalla pittura, ma altrettanto complessa: la fondazione di Camera Work, organo stampato di Photo secession, gettò le basi affinché tra Europa e Stati Uniti si costituisse un vero e proprio ponte culturale, capace di rendere tangibile la collocazione della fotografia nell'attualità. Collocazione che Camera Work si guadagnò in maniera egregia, ospitando gli autorevoli contributi di personalità come Auguste Rodin, Vasilij Kandinskij, Paul Cézanne, Pablo Picasso, Georges Braque, Henri Matisse, Toulouse-Lautrec e Constantin Brâncuși. Dal 1905 al 1917, fu peraltro attivo al 291 di Fifth Avenue il centro Little Galleries of the Photo-Secession (detto anche 291), un piccolo atelier che iniziò - così come Stieglitz - esponendo opere pittorialiste, per poi diventare un punto di riferimento diretto, oltre che sede operativa di Camera Work.

### Anni venti e trenta: la fotografia documentaria
In seguito a un'esperienza da fotografo di guerra presso la carovana della Croce Rossa, Lewis Hine dedicò gli anni venti ad alcune serie di work portraits, sottolineando il contributo - e l'interscambio, non sempre proficuo - tra l'uomo e la macchina industriale nella costruzione del progresso. In particolare, seguì molto da vicino l'edificazione dell'Empire State Building, il grattacielo più famoso di New York, completato nel 1931. Negli anni trenta, toccò a Walker Evans, pioniere della fotografia sociale, estrapolare dai quartieri poveri di New York tutta la verità di quegli anni difficili per gli Stati Uniti, strappando ritratti di quotidianità nelle fabbriche, nei campi di lavoro, sui volti delle giovani madri o su quelli della loro prole. I Subway portraits (1938-1941), raccolta di numerosissime fotografie scattate per le strade della Grande Mela, sono la testimonianza più eloquente del disagio della popolazione meno abbiente, contenendo peraltro una bellezza espressiva asciutta e composta che ne legittima del tutto la rilevanza artistica. Al 1941 risale anche un importante libro fotografico sulla condizione dei contadini dell'Alabama, Let us now praise famous men, corredato dai testi dello scrittore e collaboratore di Evans James Agee. La spedizione fu commissionata dall'importante rivista Fortune; il reportage fu però congelato dagli editori per l'estremo status di miseria generale che sarebbe emerso dalla pubblicazione, considerata politicamente sconveniente. Anche Helen Levitt, una fotografa che si fece affascinare dall'arte di strada, diede un notevole contributo alla fotografia diretta, collaborando con Walker Evans negli anni dei Subway portraits e cimentandosi, nel 1960, in una profonda introspezione fotografica di New York a colori per conto della Fondazione Guggenheim.

### Anni sessanta e settanta: lastreet photography
Dal 1960 in poi, New York conobbe un'intensa rivalutazione del reportage, promossa in prima linea dai fotografi freelance Garry Winogrand e Lee Friedlander. Il loro lavoro, facilitato dalla grande amicizia che li ha uniti, si concentrò sulla cattura incondizionata di immagini provenienti dalla vita di città (celebre il portfolio "New York", del 1963), senza alcun interesse per la minima preparazione o messa in posa dei soggetti. A questo scopo, risultarono ottimali le prestazioni delle macchine fotografiche Leica, in perfetta continuità con lo stile e la filosofia di Cartier-Bresson. Winogrand e Friedlander scattarono un numero enorme di fotografie (nell'ordine delle centinaia di migliaia), guadagnandosi un fiducioso appoggio e sostentamento economico da parte della Fondazione Guggenheim; nel contesto espositivo, furono frequentemente ospitati dal MOMA, in particolare nel 1967 - con Diane Arbus - per la mostra intitolata New documents.

## San Francisco

### Anni trenta:Gruppo f/64
Ansel Adams, autodidatta in toto, intraprese la carriera fotografica semplicemente per passione. Il grande amore per i parchi nazionali, in special modo per lo Yosemite (e l'immenso Grand Canyon), fu un elemento chiave nel sentimento di reazione artistica al pittorialismo. La maestosità, l'eleganza, la raffinatezza della natura reale, fatta di luci e contrasti, per Adams non può avere nulla da invidiare alle manipolazioni stilistiche, né ha bisogno di render conto a canoni di alcun genere: la rivendicazione d'indipendenza ideologica della fotografia fu il fulcro per la fondazione del Gruppo f/64 (1932), un movimento coordinato da Adams e Weston che si basò essenzialmente sulla purezza dell'immagine. F/64, appunto, è l'apertura minima di diaframma per ottenere il più alto valore di profondità di campo: la netta, assoluta nitidezza. L'invenzione del sistema zonale (un metodo che facilita la misurazione e la visualizzazione della luce presente in una fotografia) da parte di Adams rappresenta la volontà di usare il medium (la macchina fotografica) come strumento che aiuta ad avvicinarsi il più possibile alla realtà, e non come frontiera tecnologica che permette sempre più di allontanarsene.

### Anni trenta: l'FSA

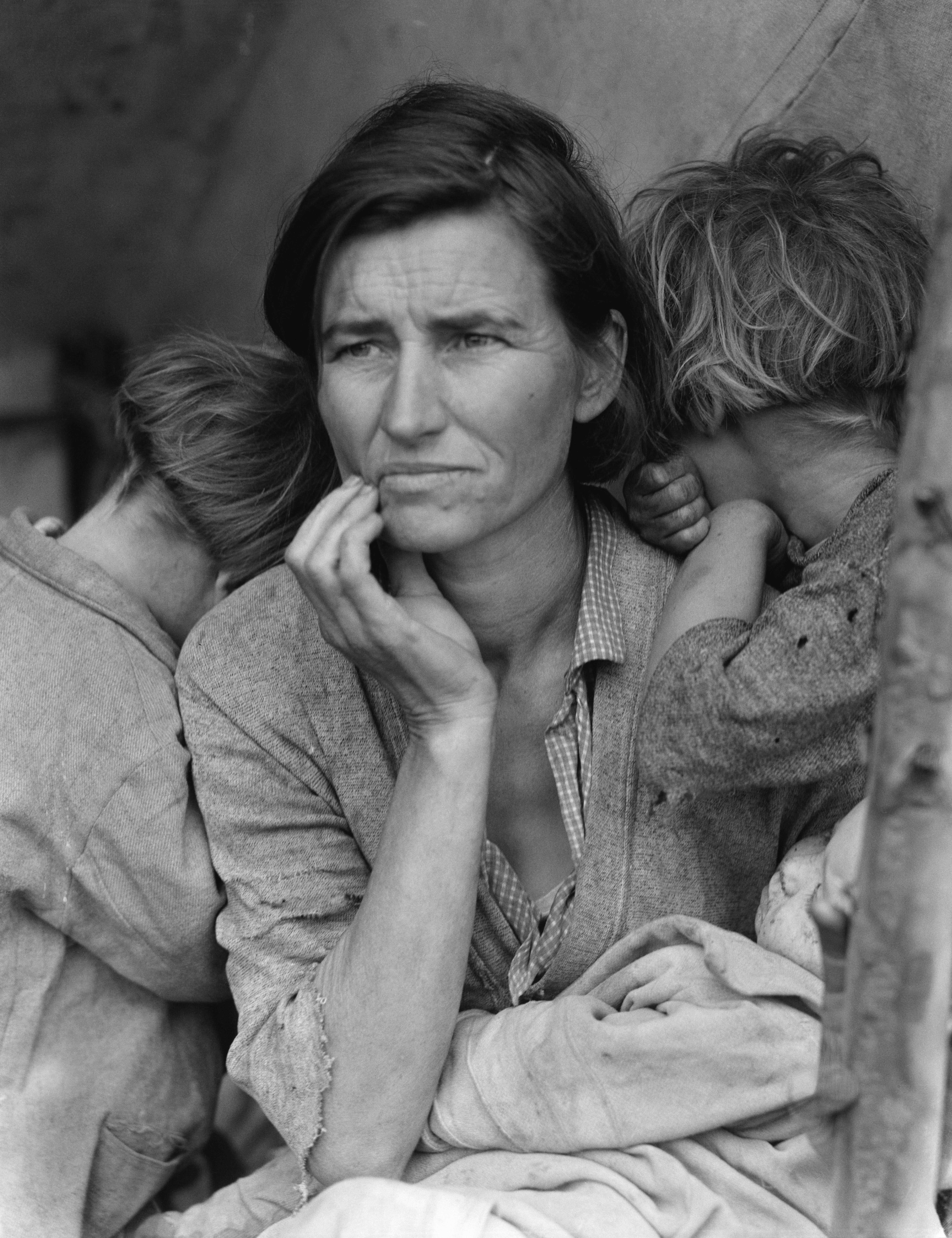
Dorothea Lange, Migrant Mother, 1936

Dorothea Lange arrivò a San Francisco proprio da New York, cominciando da freelance negli anni venti e aderendo alla fotografia diretta durante i suoi viaggi nei centri rurali della California fin dai primi anni trenta. Dal 1935 al 1939 fu stretta collaboratrice dell'FSA (Farm Security Administration), una struttura governativa che commissionava dei reportage sulla condizione di disagio suburbano ai migliori fotografi degli Stati Uniti (tra i quali Walker Evans). Con il decisivo apporto del suo secondo marito, Paul S. Taylor, Dorothea Lange confezionò degli spaccati documentaristici di altissimo livello, guadagnandosi presto le attenzioni delle riviste specializzate e raccogliendo, con la celebre Migrant mother, un'ottima reputazione internazionale. Venne a contatto con Henri Cartier-Bresson e Robert Capa in merito alla costituzione di Magnum Photos e fu lei stessa a proporre ad Ansel Adams di fondare il magazine fotografico Aperture a New York con l'intento di dare un seguito a Camera Work.